# Jita (langue)
Pour les articles homonymes, voir Jita.
Le jita est une langue bantoue parlée en Tanzanie.

## Écriture
| a | aa | bh  | ch | d | e  | ee | f | g | h | i | ii | j | k |
| m | n  | ng’ | ny | o | oo | p  | r | s | t | u | uu | w | y |